# Associazione Calcio Perugia 1962-1963
Questa voce raccoglie le informazioni riguardanti l'Associazione Calcio Perugia nelle competizioni ufficiali della stagione 1962-1963.

## Rosa
| N. |                   | Ruolo | Calciatore         |
| -- | ----------------- | ----- | ------------------ |
|    | Italia (bandiera) | C     | Vittorio Baroncini |
|    | Italia (bandiera) | P     | Lamberto Boranga   |
|    | Italia (bandiera) | A     | Ilario Castagner   |
|    | Italia (bandiera) | A     | Carlo Cattabiani   |
|    | Italia (bandiera) | C     | Gianni Corti       |
|    | Italia (bandiera) | C     | Sergio Finetti     |
|    | Italia (bandiera) | A     | Pietro Fiorindi    |
|    | Italia (bandiera) | A     | Dante Fortini      |
|    | Italia (bandiera) | C     | Carlo Gori         |
|    | Italia (bandiera) | D     | Nicola Marinelli   |

| N. |                   | Ruolo | Calciatore         |
| -- | ----------------- | ----- | ------------------ |
|    | Italia (bandiera) | A     | Benito Moratelli   |
|    | Italia (bandiera) | C     | Oriano Nenci       |
|    | Italia (bandiera) | D     | Sergio Nicchi      |
|    | Italia (bandiera) | A     | Giancarlo Roffi    |
|    | Italia (bandiera) | C     | Massimo Roscini    |
|    | Italia (bandiera) | P     | Gennaro Tassini    |
|    | Italia (bandiera) | A     | Enrico Tomassini   |
|    | Italia (bandiera) | D     | Gaudenzio Trentini |
|    | Italia (bandiera) | C     | Giovanni Troiani   |